# Оголись для вбивці
«Оголись для вбивці» («Nude per l'assassino») — італійський кінофільм у стилі джалло 1975 року, знятий режисером Андреа Б'янкі на кіностудії «Fral Cinematografica».

## Сюжет
Під час кримінального аборту померла співробітниця модельної агенції. Через деякий час месник у чорному комбінезоні та мотоциклетному шоломі починає вирізати всіх причетних до цього агентства.

## У ролях
- Сольві Стюбінг: Патриція
- Ніно Кастельнуово: Карло Гюнтер
- Ерна Шюрер: Доріс
- Франко Діогене: Мауріціо Поццані, чоловік Гізелли
- Едвіж Фенек: Магда Кортіс
- Фемі Бенуссі: Лючія Черезер
- Джуліана Чеккіні: Гізелла Майєр
- Клаудіо Пеллегріні: Маріо
- Вайнер Веррі: Стефано
- Джованні Айро: Джуліо Де Кастеллі
- Лучіо Комо: інспектор

## Знімальна група
- Режисер: Андреа Б'янкі
- Сценарій: Андреа Б'янкі, Массімо Фелісатті
- Оператор: Франко Деллі Коллі
- Композитор: Берто Пізано
- Художник: Серджо Пальм'єрі
- Костюми: Адріана Маніні, Кларі Міроло
- Грим: Марчелло Ді Паоло